# Josef Heumann
Josef Heumann (14 ottobre 1964) è un ex combinatista nordico e saltatore con gli sci tedesco.
Per gran parte della carriera, prima della riunificazione tedesca (1990), gareggiò per la nazionale tedesca occidentale.

## Biografia

### Carriera nella combinata nordica
In Coppa del Mondo esordì il 24 febbraio 1984 a Falun, ottenendo il miglior piazzamento in carriera (7°).

### Carriera nel salto con gli sci
In Coppa del Mondo esordì il 30 dicembre 1981 a Oberstdorf (74°) e ottenne il primo podio il 29 gennaio 1989 a Chamonix (3°).
In carriera prese parte a un'edizione dei Giochi olimpici invernali, Calgary 1988 (31° nel trampolino normale, 36° nel trampolino lungo, 6° nella gara a squadre), a due dei Campionati mondiali (23° nel trampolino lungo a Lahti 1989 il miglior piazzamento) e a una dei Mondiali di volo, Vikersund 1990 (18°).

## Palmarès

### Combinata nordica

#### Coppa del Mondo
- Miglior piazzamento in classifica generale: 26º nel 1984

### Salto con gli sci

#### Coppa del Mondo
- Miglior piazzamento in classifica generale: 10º nel 1989
- 3 podi (tutti individuali):
  - 1 secondo posto
  - 2 terzi posti

##### Torneo dei quattro trampolini
- 1 podio di tappa[1]:
  - 1 secondo posto